# Dekanat gostyniński
Dekanat gostyniński – dekanat diecezji płockiej z siedzibą w Gostyninie.
Księża funkcyjni (stan na 23 listopada 2021)
- ks. kan. Andrzej Rutkowski, proboszcz parafii Miłosierdzia Bożego w Gostyninie
- ks. kan. mgr Krzysztof Jończyk, proboszcz parafii św. Marcina w Gostyninie
- ks. mgr Rafał Gutkowski, proboszcz parafii św. Mikołaja w Duninowie

Lista parafii:
| Lp. | Miejscowość / parafia                  | Czas powstania | Proboszcz / administrator               | Zdjęcie |
| --- | -------------------------------------- | -------------- | --------------------------------------- | ------- |
| 1   | Gostynin św. Marcina                   | XI w.          | ks. kan. mgr Ryszard Kruszewski od 2009 |         |
| 2   | Gostynin Miłosierdzia Bożego           | 1997           | ks. mgr Andrzej Rutkowski od 2018       |         |
| 3   | Lucień św. Kazimierza                  | 1983           | ks. mgr Dariusz Skoczylas od 2015       |         |
| 4   | Nowy Duninów św. Mikołaja              | XII w.         | ks. mgr Rafał Gutkowski od 2018         |         |
| 5   | Soczewka Matki Boskiej Częstochowskiej | 1921           | ks. mgr Mariusz Przybysz od 2023        |         |
| 6   | Sokołów św. Anny                       | 1405           | ks. mgr Marek Czarciński od 2023        |         |
| 7   | Solec św. Wojciecha                    | XV w.          | ks. mgr Sławomir Buńkowski od 2015      |         |

stan na dzień 28.04.2024